# Bracon koreanus
Bracon koreanus är en stekelart som beskrevs av Papp 1998. Bracon koreanus ingår i släktet Bracon och familjen bracksteklar. Inga underarter finns listade.